# Bihunichthys
Genre
Bihunichthys est un genre de poissons d'eau douce de la famille des Chaudhuriidae. Actuellement ce genre est monotypique et comprend qu'une seule espèce de poisson, Bihunichthys monopteroides.

## Liste des espèces
Selon World Register of Marine Species (4 août 2023) :
- Bihunichthys monopteroides Kottelat & Lim, 1994

## Systématique
Le nom valide complet (avec auteur) de ce taxon est Bihunichthys Kottelat & Lim (d), 1994,.

## Étymologie
Le nom générique, Bihunichthys, est la combinaison de Bihun transcription de Bee Hoon, le vermicelle de riz, et d’ichthys, suffixe couramment employé pour les genres de poissons, et fait référence à la forme générale de ces espèces.

## Publication originale
- Maurice Kottelat et Kelvin K. P. Lim, « Diagnoses of two new genera and three new species of earthworm eels from the Malay Peninsula and Borneo (Teleostei: Chaudhuriidae) », Ichthyological Exploration of Freshwaters, Verlag Dr. Friedrich Pfeil (d), vol. 5, no 2,‎ juin 1994, p. 181-190 (ISSN 0936-9902).